# پایگاه هوایی پگاسوس
 پایگاه هوایی پگاسوس (به انگلیسی: Pegasus Field) یک فرودگاه با کد یاتا none است که یک باند فرود یخ دارد و طول باند آن ۳۰۴۸ متر است. این فرودگاه در کشور جنوبگان قرار دارد و در ارتفاع ۵ متری از سطح دریا واقع شده است.

## نگارخانه

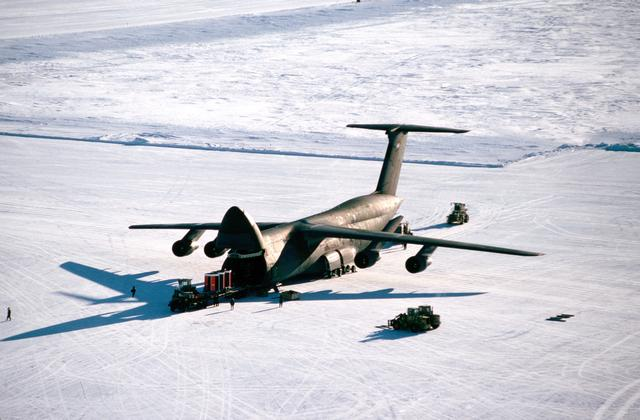
گلکسی C-5 نیروی هوایی ایالات متحده در میدان پگاسوس بارگیری می شود.